# ردینگتون بیچ (فلوریدا)
ردینگتون بیچ (به انگلیسی: Redington Beach) شهری در شهرستان پاینلاس ایالت فلوریدا است که در سال ۱۹۴۴ بنیان‌گذاری شده‌است. این شهر طبق سرشماری سال ۲۰۱۰ میلادی، ۱٬۴۲۷ نفر جمعیت داشته و مساحت آن نیز ۳٫۳ کیلومتر مربع است.